# 妙法寺 (鎌倉市大町)
妙法寺（みょうほうじ）は、神奈川県鎌倉市大町（名越）にある日蓮宗の寺院。山号は楞厳山。旧本山は大本山本圀寺（六条門流）。苔に覆われた石段があることから「苔寺」ともよばれている。通師・堀ノ内法縁。

## 歴史
建長5年（1253年）に日蓮が安房より移り住んだ松葉ヶ谷草庵跡に開かれたとされ、現在も境内奥の山腹に「御小庵趾」の碑がある。ただし、ごく近隣の安国論寺、長勝寺も、それぞれ松葉ヶ谷草庵跡を称しており、すべて開山は日蓮、創建は草庵が置かれた建長5年としている。
実質的な開山は日蓮より数えて第5世となる楞厳法親王妙法房日叡（りょうごんほうしんのうみょうほうぼうにちえい）で、延文2年（1357年）のことである。後醍醐天皇の子・護良親王と藤原保藤の娘・南方（みなみのかた）の間に生まれた日叡は日蓮を偲び、かつ父・護良親王の菩提を弔うためにこの地に堂等伽藍を建て、自身の幼名である楞厳丸（りょうごんまる）にちなみ楞厳山法妙寺と名付けた。境内奥右手山頂には護良親王の墓が、左手山頂には母・南方と、日叡自身の墓がある。
1500年代初頭、第11世日澄は日蓮の生涯を描いた絵詞「日蓮聖人註画讃」、法華経研究書である「法華経啓運抄」などを著し、学僧として名を上げた。日澄は後、文明15年に鎌倉材木座に啓運寺を開く。
江戸時代には、特に水戸光圀創建による水戸三昧堂壇林出身の第32世日応、第33世日慈が寺門隆盛に努め、11代将軍家斉はじめ将軍家および徳川御三家、肥後細川家などの尊崇を集めた。総門、仁王門、法華堂が朱塗りであるのは将軍家斉を迎えるためであったとされ、明治中期までは境内に将軍御成の間が遺されていた。また、現在の本堂は文政年間に肥後細川家により建立されたものである。
また、江戸庶民にも信仰され、しばしば江戸において出開帳を行い、隅田川永代橋において日本初とされる川施餓鬼（水死者を弔う施餓鬼）も行っている。

## 境内

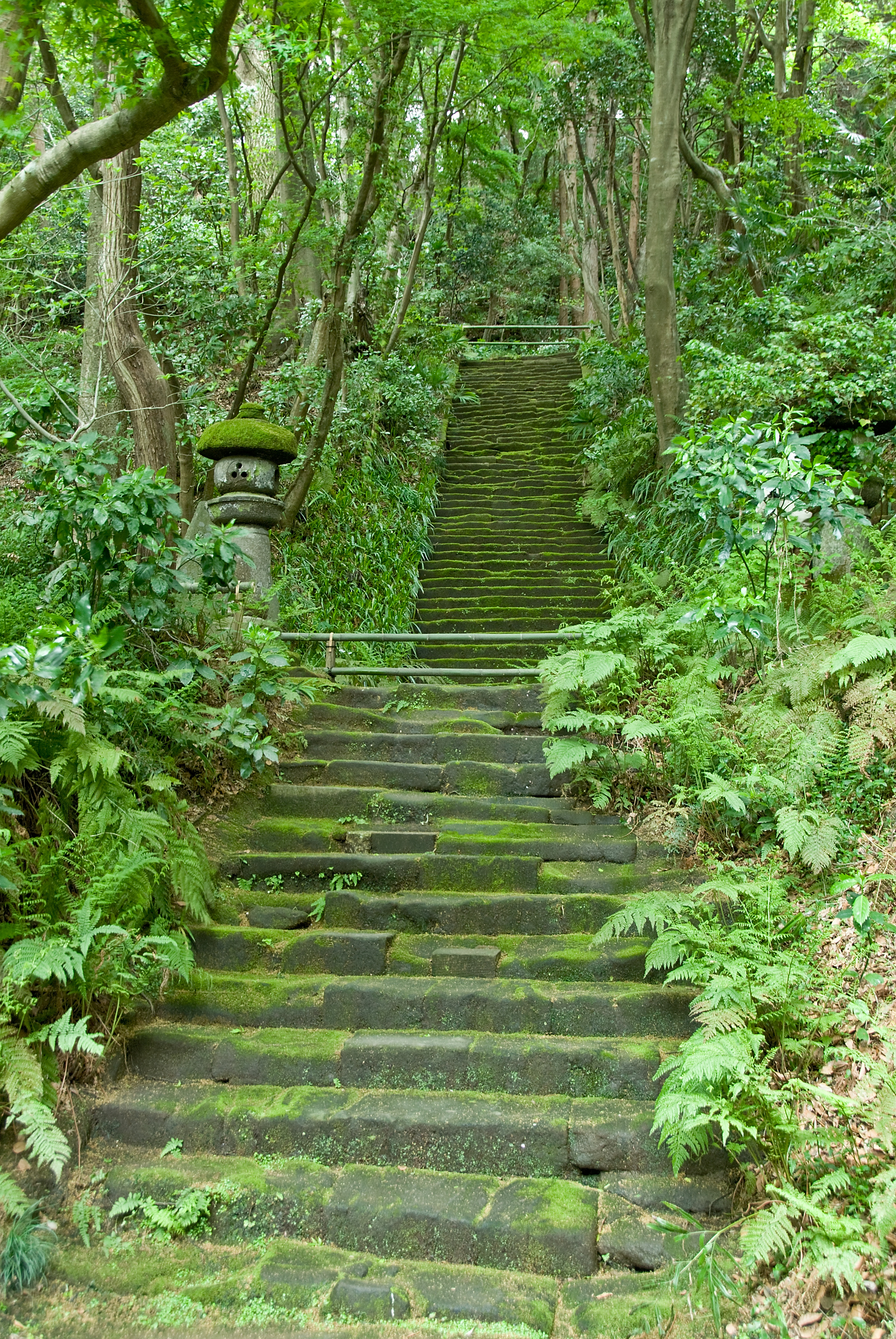
苔の石段

- 本堂 - 文政年間、肥後細川家により、幼くして亡くなった細川家息女の菩提を弔うため建立。
- 大覚殿 - 釈尊を中心に左に妙法稲荷大明神、右に細川家寄進による、かつて熊本城天守閣に祀られていた加藤清正像を安置。
- 扇塚 - 仁王門左にある舞扇を供養する塚。
- 薩摩屋敷焼討事件戦没者墓 - 同じく仁王門左にある。幕末の慶応3年12月に起きた三田の薩摩藩邸焼討事件の戦没者を祀る。元は薩摩藩邸内の妙法寺の支院「清正公堂」にあり、1995年に現在地に移転。
- 苔石段 - 仁王門から釈迦堂跡に続く石段で、苔に覆われており、このため妙法寺は別名「苔寺」「苔の寺」とも呼ばれる。苔の保護のため通行止めとなっており、脇に新しい階段が作られている。
- 日叡上人お手植のそてつ - 中興開山・日叡が手ずから植えたとされる釈迦堂跡脇の蘇鉄。
- 法華堂 - 釈迦堂跡の右手にあり、文化年間に水戸家により建立。本尊は日叡作の厄除祖師。
- 奥の院御小庵趾 - 釈迦堂跡左手、鐘楼脇の階段上にあり、日蓮が20数年に渡って住んだ松葉ヶ谷草庵跡とされる。
- 護良親王御墓 - 後醍醐天皇第三王子であり中興開山・日叡の父である護良親王の墓。小庵趾より右手に登った山頂にある。なお、護良親王の墓とされるものは鎌倉市二階堂の理智光寺跡にもあり、そちらが正式な墓として宮内庁管理下にある。
- 日叡上人御墓・南の方御墓 - 小庵趾より左手山頂にある。

## 旧末寺
日蓮宗は昭和16年に本末を解体したため、現在では、旧本山、旧末寺と呼びならわしている。
- 多福山大宝寺（鎌倉市大町）
- 蓮教山法善寺（藤沢市弥勒寺）

## 文化財

### 鎌倉市指定文化財
建造物
- 木造 妙法寺表門 1棟 - 指定年月日：1995年（平成7年）10月13日[2]。

絵画
- 板絵著色金彩 本堂障壁画 1具 - 指定年月日：1994年（平成6年）10月11日[3]。
  - 花卉折枝図天井（格天井） 100面
  - 巻雲波涛図天井（格天井） 80面
  - 郭巨図板戸 4面
  - 孟宗図板戸 4面
  - 鳳凰図板戸 8面
  - 松梅瑞亀図板戸 8面
  - 梅 尾長鳥図板戸 8面
  - 松図天袋引戸 2面
  - 獅子図腰板戸 4面
  - 絵小壁 45面
  - 附 絹本著色 細川耇姫像 1幅

## 交通
- 鎌倉駅東口より京浜急行バス、名越経由逗子駅行きまたは緑ヶ丘入口行き、「名越」停留所徒歩3分
- 鎌倉駅より徒歩20分

## 拝観料
300円